# Vers-Pont-du-Gard

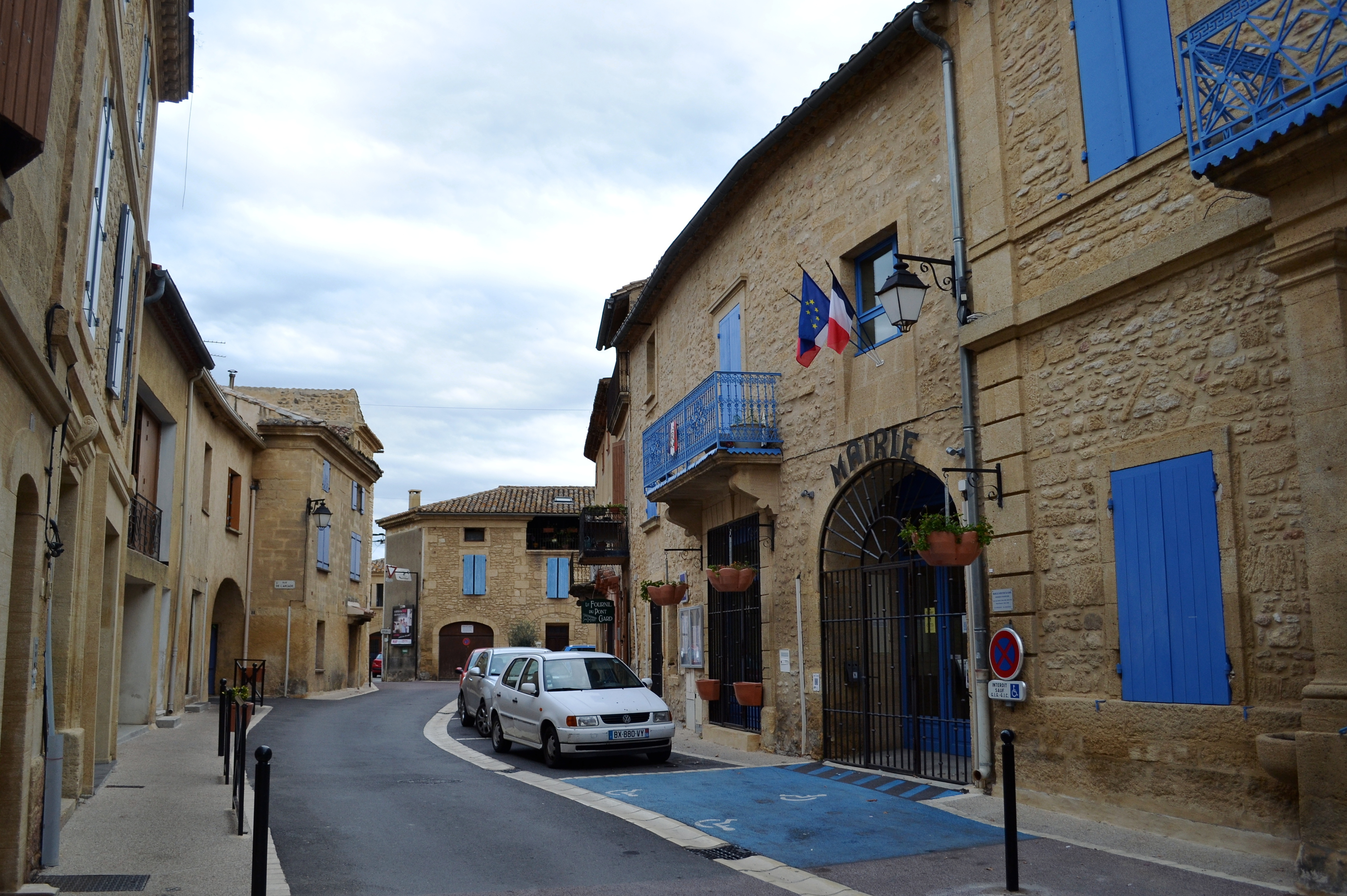
Ortszentrum von Vers

Vers-Pont-du-Gard (okzitanisch Vèrç) ist eine französische Gemeinde mit 1758 Einwohnern (Stand 1. Januar 2022) im Département Gard der Region Okzitanien. Auf dem Gemeindegebiet befindet sich der Pont du Gard.

## Geografie
Vers-Pont-du-Gard liegt am Gardon, zwischen Uzès und der Rhône.

## Geschichte
Bereits im Altertum wurde das Gebiet landwirtschaftlich intensiv genutzt. In der Nähe des Mas des Chèvres wurden Lager für Ernteerzeugnisse aus dieser Zeit gefunden.
Der Name des Dorfes scheint auf die Römerzeit zurückzugehen, genau wie der berühmte Pont du Gard. Die Steinbrüche, aus denen das Material für die Brücke stammte, konnten nicht gefunden werden, weil sie in der Folgezeit weiterhin benutzt und abgenutzt wurden. Der Pont du Gard wurde offensichtlich in der Mitte des 1. Jahrhunderts gebaut. Zu Beginn des 5. Jahrhunderts wurde er noch verwendet. Wahrscheinlich während der folgenden zwei Jahrhunderte wurde das Aquädukt aufgegeben. Im Jahr 688 ließ der Herzog von Aquitanien eine Burg errichten, die er unter Schutz des Bischofs von Mende stellte. Von der Festung blieb nur ein Turm, der später zum Uhrturm umfunktioniert wurde. Im 11. Jahrhundert bestand das Dorf nur aus einem kleinen Kloster und ein paar Bauernhäusern rund um eine Kirche. 1384 wurde das Dorf Teil des Kirchendekanats von Remoulins. Im 16. Jahrhundert blühte die Seidenraupenzucht. Gegen 1730 ermöglichte der rasche industrielle Fortschritt jeder Familie den Besitz eines Webstuhls. 1789 hatte die landwirtschaftlich geprägte Gemeinde 885 Einwohner. 1790 bildete die Gemeinde Vers zusammen mit Collias einen Kanton, dessen Hauptort sie war. 1793 wurde durch eine Überschwemmung des Flusses Gardon die Ernte vernichtet. 1942 wurde die Region von den Deutschen besetzt und ein Munitionslager wurde eingerichtet. Im August 1944 zerstörten die Deutschen die meisten Dörfer, Vers blieb davon jedoch verschont.

## Pont du Gard
Der Pont du Gard ist eine römische Aquäduktbrücke auf dem Gebiet der Gemeinde Vers-Pont-du-Gard. Die Aquäduktbrücke ist von beeindruckender Höhe und beinhaltet einen der am besten erhaltenen Wasserkanäle aus der Römerzeit in Frankreich. Der Pont du Gard zählt zu den wichtigsten erhalten gebliebenen römischen Brückenbauwerken der Welt und ist eine der bedeutendsten Sehenswürdigkeiten Südfrankreichs.
Pont du Gard bedeutet übersetzt Brücke über den Gard, womit der heutzutage besser unter dem Namen Gardon bekannte Fluss gemeint ist, von dem sich auch der Name des Départements ableitet.

## Sehenswürdigkeiten
- Romanische Kapellenruine St-Pierre

## Städtepartnerschaften
- Palézieux, Schweiz
- Santa Vittoria d’Alba, Italien

## Bevölkerungsentwicklung
| Jahr      | 1962 | 1968 | 1975 | 1982 | 1990 | 1999 | 2008 | 2017 |
| Einwohner | 603  | 644  | 739  | 924  | 1110 | 1322 | 1653 | 1850 |